# Север Авраншский

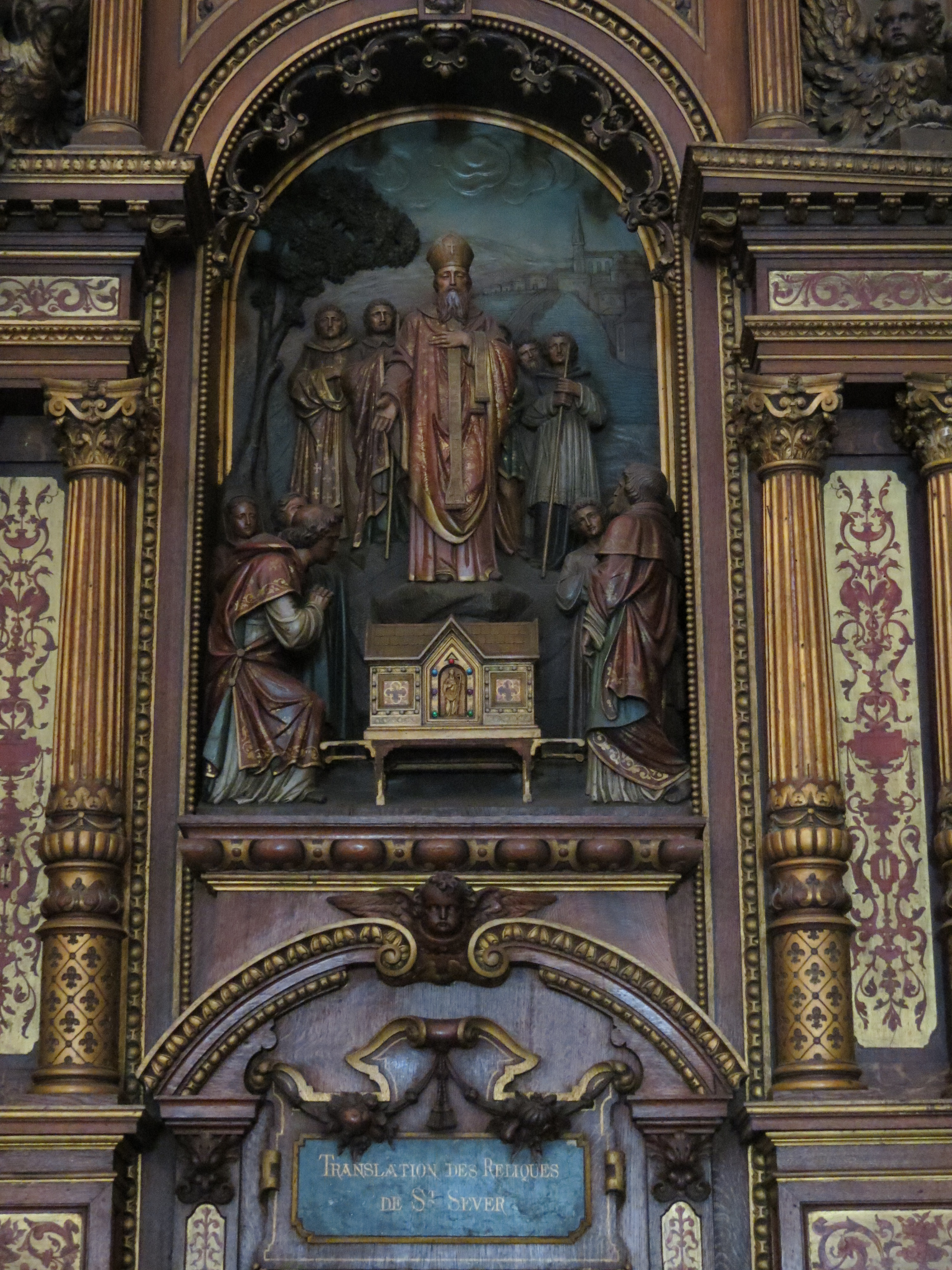
Храм святителя Севера в Руане: перенесение его мощей

Север (лат. Severus; умер около 690) — епископ Авранша; святой (день памяти — 1 февраля).
Святой Север родился в бедной семье на полуострове Котантен, Нормандия, Франция. В детстве он был пастухом. Затем он принял монашество, стал священником, настоятелем монастыря и, наконец, епископом Авранша. На склоне лет он оставил епископскую кафедру и вновь стал жить простым монахом.
Святой Север считается покровителем шляпников, модисток, производителей шёлка и шерсти, суконщиков, валяльщиков. Ему молятся при жаре и мигренях.
Его изображают как епископа рядом с лошадью. Его мощи почивают в Руане, в храме, освящённом в его честь.
Не следует путать святого Севера, епископа Авраншского, со святым Севером, епископом Руанским.